# Liste der gefallenen Adeligen auf Habsburger Seite in der Schlacht bei Sempach/J

## J
| Geschlecht | Vorname(n)   | Einheitsname       | Stammsitz | abweichende Schreibweisen | Quelle(n)                                                                                  | Anmerkungen                                                                    | Wappen |
| ---------- | ------------ | ------------------ | --------- | ------------------------- | ------------------------------------------------------------------------------------------ | ------------------------------------------------------------------------------ | ------ |
| Jenz?      |              | siehe Jens Brendli |           |                           |                                                                                            |                                                                                |        |
| Jüngberg?  | David; Davit | David von Jüngberg |           | Inckenberg; Düngberg?     | • Conrad Schnitt: Wappenbuch der Baslerischen Geschlechter, 1530 • Schlachtkapelle Sempach | wird in der Schlachtkapelle als Bannerträger des Grafen von Habsburg angegeben |        |